# Paying the Penalty (film 1913 Buckland)
Paying the Penalty è un cortometraggio muto del 1913 diretto da Warwick Buckland.

## Trama
Il proprietario di una segheria rapisce la figlia di uno degli operai e sequestra il suo fidanzato.

## Produzione
Il film fu prodotto dalla Hepworth.

## Distribuzione
Distribuito dalla Hepworth, il film - un cortometraggio in due bobine - uscì nelle sale cinematografiche britanniche nell'aprile 1913.
Si conoscono pochi dati del film che, prodotto dalla Hepworth, fu distrutto nel 1924 dallo stesso produttore, Cecil M. Hepworth. Fallito, in gravissime difficoltà finanziarie, il produttore pensò in questo modo di poter almeno recuperare il nitrato d'argento della pellicola.